# Тамборський Олександр Володимирович
Олекса́ндр Володи́мирович Тамбо́рський — майор Збройних сил України, учасник російсько-української війни.
Колишній військовик однієї з частин, що в мирний час базуються у Житомирській області. Займав посаду начальника курсу у Житомирському військовому інституті.

## Нагороди
31 жовтня 2014 року за особисту мужність і героїзм, виявлені у захисті державного суверенітету та територіальної цілісності України, вірність військовій присязі під час російсько-української війни, старший лейтенант Тамборський відзначений — нагороджений орденом Богдана Хмельницького III ступеня.